# Polyrhachis pyrgops
Polyrhachis pyrgops är en myrart som beskrevs av Hugo Viehmeyer 1912. Polyrhachis pyrgops ingår i släktet Polyrhachis och familjen myror. Inga underarter finns listade i Catalogue of Life.